# 津上研蔵
津上 研蔵（つがみ けんぞう、1900年3月17日 - 没年不詳）は、日本の機械工学者、実業家。

## 経歴
津上嶮路の四男として、福岡県糸島郡北崎村（現・福岡市）に生まれる。津上製作所（現・ツガミ）創業者津上退助は実兄。1920年福岡県中学修猷館、1922年3月第五高等学校理科乙類を経て、1925年3月九州帝国大学工学部機械工学科を卒業。
卒業後、三菱鋼業に入社。1928年津上製作所に転じ、1929年技師長となる。1940年名古屋帝国大学工学部教授、および愛知県工学試験所部長を兼ね、1945年津上製作所取締役に選ばれ、1947年常務に進む。1964年5月津上文化機器販売社長に就任。
機械学会（現・日本機械学会）評議員、長岡市商工会議所理事、日本小型工作機械工業会（現・日本精密機械工業会）会長なども務めている。